# Resolutie 129 Veiligheidsraad Verenigde Naties
Resolutie 129 van de Veiligheidsraad van de Verenigde Naties was de derde van vijf resoluties van de VN-Veiligheidsraad in 1958. Deze resolutie passeerde unaniem.

## Achtergrond
Resolutie 128 behandelde een klacht van Libanon, dat buurland de Verenigde Arabische Republiek ervan beschuldigde Arabisch-nationalistische rebellen te steunen. Die VAR, toen bestaande uit Egypte en Syrië, wilde dat het Westers georiënteerde Libanon zich bij hen aansloot. De Libanese president Camille Chamoun vroeg ook Amerikaanse steun, en op 15 juli bezetten mariniers de luchthaven en haven nabij de hoofdstad Beirut. In september werd met Amerikaanse bemiddeling een akkoord bereikt en keerde de rust weer.

## Inhoud
De Veiligheidsraad had de punten °2 en °3 op zijn agenda overwogen. In beschouwing werd genomen dat het gebrek aan unanimiteit onder de permanente leden tot gevolg had dat de Raad zijn taak om de wereldvrede en -veiligheid te bewaren niet kon uitvoeren.
Besloten werd om een speciale spoedsessie van de Algemene Vergadering bijeen te roepen.

## Nasleep
Op 25 november werd de klacht van Libanon van de lijst met lopende zaken geschrapt.
Lijst ·  127 ·  128 ·  129 ·  130 ·  131